# Adiopa marama
Adiopa marama là một loài bướm đêm trong họ Erebidae.